# Jalóc
Jalóc (szlovákul Jalovec) község Szlovákiában, a Zsolnai kerület Liptószentmiklósi járásában.

## Fekvése
Liptószentmiklóstól 6,5 km-re északra, a Jalóci-patak partján fekszik.

## Nevének eredete
Neve a szlovák jalovec (= borókafenyő) főnévből ered.

## Története
A mai Jalóc területén már a korai bronzkorban is éltek emberek, a laténi kultúra bronzeszközeit találták itt meg.
A mai falu Bobróc határában keletkezett 1317-ben akkor, amikor a Jalóci-patak menti területet Panest fia Márton kapta meg. 1391-ben említik először „Ilochfeu” néven. 1479-ben „Jalowcz” volt a neve. Végig nemesi birtok, 1848-ig a trsztenai Baán család tulajdonában állt. 1715-ben 9 adózója volt. 1784-ben 27 házában 246 lakos élt.
A 18. század végén Vályi András így ír róla: „JALÓCZ. Jalóvacz. Tót falu Liptó Várm. földes Ura Bán Uraság, lakosai katolikusok, fekszik Nagy Bobróczhoz mellynek filiája, fél mértföldnyire, legelője elég, földgyének fele termékeny, 2/3 része hegyen fekszik.”
1828-ban 32 háza volt 319 lakossal, akik főként mezőgazdasággal, erdei munkákkal foglalkoztak. Később több kézműves, takács, bognár, faárukészítők is voltak lakói között.
Fényes Elek 1851-ben kiadott geográfiai szótárában így ír a faluról: „Jalocz, (Jalovecz), tót falu, Liptó vmegyében, 44 kath., 275 evang. lak. F. u. Bán fam. Ut. p. Okolicsna.”
A trianoni diktátumig Liptó vármegye Liptószentmiklósi járásához tartozott.
1945 tavaszán a németek partizántevékenység miatt a falut felgyújtották és elpusztították. Erre emlékeztet a faluban a szlovák nemzeti felkelés emlékműve.

## Népessége
| Év:            | 1994. | 2004.    | 2014.   | 2024.   |
| -------------- | ----- | -------- | ------- | ------- |
| Emberek száma: | 260   | 320      | 294     | 318     |
| Eltérés:       |       | +23,07 % | -8,12 % | +8,16 % |

| Év:            | 2023. | 2024.   |
| -------------- | ----- | ------- |
| Emberek száma: | 308   | 318     |
| Eltérés:       |       | +3,24 % |

1910-ben 255, túlnyomórészt szlovák lakosa volt.
2001-ben 312 lakosából 307 szlovák volt.
2011-ben 312 lakosából 297 szlovák.

## Külső hivatkozások
- Községinfó
- Jalóc Szlovákia térképén
- E-obce Archiválva 2022. december 6-i dátummal a Wayback Machine-ben